# 6 Armia Powietrzna
6 Armia Powietrzna (ros. 6-я воздушная армия) – radziecka armia lotnicza Wojskowych Sił Powietrznych z okresu II wojny światowej.

## Historia
Armia została zorganizowana w czerwcu 1942 roku na bazie lotnictwa Frontu Północno-Zachodniego zgodnie z rozkazem z dnia 14 czerwca 1942 roku Naczelnego Dowództwa Armii Czerwonej.
Następnie w okresie od lipca 1942 roku do listopada 1943 roku działa w ramach tego Frontu uczestnicząc w rejonie Starej Russi, Diemiańska a częścią sił w działaniach w rejonie Neweli wspierając działania wojsk Frontu Kalinińskiego.
Po listopadzie 1943 roku armia została skierowana do odwodu Naczelnego Dowództwa Armii Czerwonej, jednocześnie przekazując część swoich oddziałów 15 Armii Powietrznej. W odwodzie została odbudowana i uzupełniona nowymi jednostkami.
W lutym 1944 roku włączona w skład 2 Frontu Białoruskiego, wzięła udział w wyzwalaniu Białorusi a następnie operacji brzesko-lubelskiej oraz forsowaniu Wisły.
We wrześniu 1944 roku wycofana do odwodu Naczelnego Dowództwa, część jednostek przekazała lotnictwu ludowego Wojska Polskiego, pozostałe jednostki innym armiom lotniczym. Ostatecznie w dniu 31 października 1944 roku została rozformowana, a na bazie jej dowództwa utworzono Dowództwo Lotnictwa Wojska Polskiego.

## Dowódcy
- gen. mjr Daniił Kondratiuk (czerwiec 1942 – styczeń 1943)
- gen. mjr/gen. por. Fiodor Połynin (styczeń 1943 – październik 1944)

## Skład[2]

### czerwiec 1942
- 239 Dywizja Lotnictwa Myśliwskiego
- 240 Dywizja Lotnictwa Myśliwskiego
- 241 Dywizja Lotnictwa Bombowego
- 242 Nocna Dywizja Lotnictwa Bombowego
- 243 Dywizja Lotnictwa Szturmowego

### grudzień 1942
- 239 Dywizja Lotnictwa Myśliwskiego
- 240 Dywizja Lotnictwa Myśliwskiego
- 242 Nocna Dywizja Lotnictwa Bombowego
- 243 Dywizja Lotnictwa Szturmowego

### marzec 1943
- 1 Korpus Lotnictwa Bombowego
  - 263 Dywizja Lotnictwa Bombowego
  - 293 Dywizja Lotnictwa Bombowego
- 239 Dywizja Lotnictwa Myśliwskiego
- 240 Dywizja Lotnictwa Myśliwskiego
- 242 Nocna Dywizja Lotnictwa Bombowego
- 243 Dywizja Lotnictwa Szturmowego

### kwiecień 1943
- 3 Gwardyjska Dywizja Lotnictwa Szturmowego
- 5 Gwardyjska Dywizja Lotnictwa Myśliwskiego
- 240 Dywizja Lotnictwa Myśliwskiego
- 242 Nocna Dywizja Lotnictwa Bombowego

### maj 1943
- 3 Gwardyjska Dywizja Lotnictwa Szturmowego
- 5 Gwardyjska Dywizja Lotnictwa Myśliwskiego
- 242 Nocna Dywizja Lotnictwa Bombowego

### luty 1944
- 11 Korpus Lotnictwa Myśliwskiego
  - 5 Gwardyjska Dywizja Lotnictwa Myśliwskiego
  - 190 Dywizja Lotnictwa Myśliwskiego
- 3 Gwardyjska Dywizja Lotnictwa Szturmowego
- 242 Nocna Dywizja Lotnictwa Bombowego

### marzec 1944
- 3 Gwardyjska Dywizja Lotnictwa Szturmowego
- 242 Nocna Dywizja Lotnictwa Bombowego

### kwiecień 1944
- 3 Gwardyjska Dywizja Lotnictwa Szturmowego
- 336 Dywizja Lotnictwa Myśliwskiego
- 242 Nocna Dywizja Lotnictwa Bombowego

### sierpień 1944
- 3 Korpus Lotnictwa Bombowego
  - 241 Dywizja Lotnictwa Bombowego
  - 301 Dywizja Lotnictwa Bombowego
- 1 Mieszany Korpus Lotniczy
  - 3 Gwardyjska Dywizja Lotnictwa Szturmowego
  - 336 Dywizja Lotnictwa Myśliwskiego
- 6 Mieszany Korpus Lotnictwa
  - 132 Dywizja Lotnictwa Bombowego
  - 221 Dywizja Lotnictwa Bombowego
  - 282 Dywizja Lotnictwa Myśliwskiego
- 6 Korpus Lotnictwa Szturmowego
  - 197 Dywizja Lotnictwa Szturmowego
  - 198 Dywizja Lotnictwa Szturmowego
- 13 Korpus Lotnictwa Myśliwskiego
  - 193 Dywizja Lotnictwa Myśliwskiego
  - 194 Dywizja Lotnictwa Myśliwskiego
  - 283 Dywizja Lotnictwa Myśliwskiego
- 299 Dywizja Lotnictwa Szturmowego
- 300 Dywizja Lotnictwa Szturmowego
- 1 Gwardyjska Dywizja Lotnictwa Myśliwskiego
- 2 Gwardyjska Nocna Dywizja Lotnictwa Bombowego
- 242 Nocna Dywizja Lotnictwa Bombowego

### wrzesień 1944
- 1 Mieszany Korpus Lotniczy
  - 3 Gwardyjska Dywizja Lotnictwa Szturmowego
  - 300 Dywizja Lotnictwa Szturmowego
  - 336 Dywizja Lotnictwa Myśliwskiego
- 6 Mieszany Korpus Lotniczy
  - 132 Dywizja Lotnictwa Bombowego
  - 221 Dywizja Lotnictwa Bombowego
- 1 Gwardyjska Dywizja Lotnictwa Myśliwskiego
- 2 Gwardyjska Nocna Dywizja Lotnictwa Bombowego
- 242 Nocna Dywizja Lotnictwa Bombowego

### październik 1944
- 4 Korpus Lotnictwa Bombowego
  - 202 Dywizja Lotnictwa Bombowego
  - 219 Dywizja Lotnictwa Bombowego
- 1 Mieszany Korpus Lotniczy
  - 3 Gwardyjska Dywizja Lotnictwa Szturmowego
  - 300 Dywizja Lotnictwa Szturmowego
  - 1 Gwardyjska Dywizja Lotnictwa Myśliwskiego
- 3 Korpus Lotnictwa Szturmowego
  - 307 Dywizja Lotnictwa Szturmowego
  - 308 Dywizja Lotnictwa Szturmowego
  - 181 Dywizja Lotnictwa Myśliwskiego
- 2 Korpus Lotnictwa Myśliwskiego
  - 7 Gwardyjska Dywizja Lotnictwa Myśliwskiego
  - 322 Dywizja Lotnictwa Myśliwskiego
- 3 Korpus Lotnictwa Myśliwskiego
  - 265 Dywizja Lotnictwa Myśliwskiego
  - 278 Dywizja Lotnictwa Myśliwskiego
- 283 Dywizja Lotnictwa Myśliwskiego
- 242 Nocna Dywizja Lotnictwa Bombowego